# 93 Million Miles
"93 Million Miles" là bài hát do ca sĩ-nhạc sĩ người Mỹ Jason Mraz trình bày.

## Danh sách track
- Tải nhạc

1. "93 Million Miles" – 3:36

## Bảng xếp hạng
| Bảng xếp hạng (2012–13)                    | Vị trí cao nhất |
| ------------------------------------------ | --------------- |
| Brazil (Crowley Broadcast Analysis)        | 5               |
| Hoa Kỳ Adult Alternative Songs (Billboard) | 16              |
| Hoa Kỳ Adult Pop Airplay (Billboard)       | 25              |